# 阿尔滕贝肯车站
阿尔滕贝肯车站（德語：Bahnhof Altenbeken）是一座位于德国帕德博恩县市镇阿尔滕贝肯的铁路车站。由于地处哈姆－瓦尔堡铁路以及阿尔滕贝肯－克赖恩森铁路、汉诺威－阿尔滕贝肯铁路和黑尔福德－欣米格豪森铁路的交汇点，车站成为了对长途及短途客运具有重要意义的铁路枢纽。其重要性受到运行于德国中部通道的城际快车（ICE）和城际列车（IC）服务影响。